# Pedro Milesi
Pedro Milesi (Buenos Aires, 8 de outubro de 1888; junho de 1981). Operário municipal e dirigente sindical argentino. Usava também os pseudônimos Pedro Maciel e Eduardo Islas.

## Biografia

### Primeiros passos
O pai era um pequeno empresário da construção civil que trabalhava por conta própria com um ajudante. A mãe ensinava francês em um colégio religioso. Pedro Milesi cursou a escola primaria até o terceiro ano; tinha 10 anos quando seu pai o tirou da escola para que ajudasse a revolver o concreto e carregar baldes sobre os andaimes; aos domingos devia ajudar na celebração da missa, já que sua familia era católica praticante .
Sem se conformar con esta vida, aos 14 anos deixou a casa paterna, e percorreu o país nos trens de carga, fazendo bicos para angariar algum dinheiro: colhia cana-de-açúcar no norte do país, colhia cereais na região central, ervilhas e batatas nas barrancas do rio Colorado. Opositor por conciencia ao serviço militar, emigrou ao Uruguai em 1908, e voltou com a anistia concedida em 1910 (Centenário da Revolução de maio). 

### Dirigente operário e sindical
Em Montevideo viveu no Centro Internacional, refúgio de exiliados proletários de vários países, onde se desenvolvia uma intensa atividade cultural: grupo teatral, representações em prosa e verso, recitais, leituras comentadas. Nesses anos leu todas as poesias e as peças teatrais que caía en suas mãos: aos 90 anos ainda recitava de memória poemas clássicos que aprendera naquela época.
Voltou aos campos de Santa Fé, adquiriu com um grupo de companheiros uma colheitadeira puxada a cavalos, e passaram a visitar os sítios de pequenos e médios agricultores oferecendo-se para colher. Paralelamente impulsionaram a criação de numerosos Centros de Estudos Sociais, onde arrendatários, colonos e peões aprendiam a ler e a escrever, discutiam os problemas políticos e sociais e se organizavam.
Em 1912 ocorre em Alcorta a primeira greve agrária, a qual deu seu apoio o Sindicato de Ofícios Vários, entidade onde Pedro Milesi militava.
Ali Pedro Milesi conheceu  José Boglich , cuja atividade e  os livros El problema agrario y la crisis actual e La cuestión agraria tiveram grande influencia no movimento camponês que se desenvolveu nos pampas entre 1912 e 1921. Boglich e um operário metalúrgico proporcionaron a Pedro Milesi material teórico sobre economia, política e história do movimento operário internacional.
De volta a Buenos Aires, aprendeu a fazer vitrôs artísticos , participou na organização do sindicato dos vidreiros, e mais tarde interveio na fundação do sindicato dos metalúrgicos, que agrupou os antigos sindicatos de ofício em uma só organização.
Filhou-se ao Partido Socialista e contribuiu para a criação da Biblioteca do Centro Socialista Villa Crespo, construído com o trabalho voluntário de carpinteiros, marceneiros, vidraceiros, pintores, pedreiros, soldadores, azulejistas. Participou como delegado no Congresso da Unidade Sindical (6 a 13 de março 1922), onde se fundou a  União Sindical Argentina e também foi delegado em seu primeiro congresso ordinário, em abril de 1924. Pedro Milesi  escrevia regularmente para A Organização Operária (órgão oficial da União), e se correspondia em italiano e francês com os líderes sindicais europeus.
Em 1930, o governo militar de José Félix Uriburu o prendeu e confinou-o na prisão de Ushuaia, onde passou um inverno.
Pedro Milesi foi expulso do Partido Comunista da Argentina em 1932 e logo após proclamou que aderia ao trotskismo. Negociações do grupo de Milesi para juntar forças com a Izquierda Comunista Argentina resultaram finalmente na Conferência de 1933 .
A Izquierda Comunista Argentina foi a continuação do Comitê Comunista de Oposição em 1929, o primeiro grupo da Oposição de Esquerda na Argentina. Seus fundadores foram Roberto Guinney, Camilo Lopez e M. Guinney .
Neste momento Camilo Lopez estava gravemente enfermo e Robert Guiney morrera, como conseqüência o grupo de Pedro Milesi praticamente dominou o congresso de unificação. Logo após o congresso, depois de mudar o nome para Liga Comunista Internacional - Seção Argentina, o ultimo dos 3 fundadores do trotskismo argentino, M. Guinney é expulso. O grupo de Guinney ainda publicou um periódico em 1933, mas depois cessou toda atividade política .
Durante uma boa parte de 1933 e 1934 a Liga Comunista Internacionalista de Héctor Raurich e Antonio Gallo e a Liga Comunista Internacional – Seção Argentina de Pedro Milesi tiveram uma forte polemica nas paginas de seus respectivos jornais. que particularmente discordou sobre a posição correta a tomar em relação ao Partido Radical maior grupo político do país, e o principal oponente do governo semi ditatorial do General Agustín Pedro Justo .
Em 1934 Pedro Milesi foi expulso da organização que ele dirigia por razões ainda obscuras. Depois disso, foi possível que as duas facções trotskistas rivais se fundissem como o Liga Comunista Internacionalista (Seção Argentina) .
Pedro Milesi participou em 1936 da reunificação que deu nascimento ao Partido Socialista Obrero, mas tomou posição em 1937 contra o “entrismo” e começou a publicação da Revista Inicial, com um pequeno grupo de militantes.
Em 1945 Pedro Milesitentou organizar uma alternativa política distinta tanto da União Democrática e da aliança formada pelo Partido Trabalhista e a Junta Renovadora da União Cívica Radical, que patrocinou a candidatura de Juan Domingo Perón . Mas seu movimento fracassou.

### Em Córdoba
Entre 1948 e 1950 se aposentou e deixou a atividade sindical. Instalou-se em Córdoba (Bialet Massé), e meados da década de 1960 voltou a interagir com estudantes e ativistas sindicais, a amizade estabelecida com Agustín Tosco, secretário-geral da União Provincial de Luz e Energia. Até 1970 estava participando assiduamente deste sindicato  e ao SITRAC-SITRAM,  dando palestras, intervinha em assembleias, conferências e congressos operários. Participou de cursos sobre a história do movimento operário argentino e internacional para os militantes , ativistas sindicais e grupos estudantis.

### Sua morte e legado
Pedro Milesi morreu em junho de 1981. Deixou sua única posse, o apartamento onde morava, para contribuir para a educação e desenvolvimento  autônomo dos operários.
O homem que não tinha cursado mais de três anos na escola primária, organizou dezenas de centros de estudos sociais, criou bibliotecas , escreveu artigos em periódicos estrangeiros e argentinos, aprendeu outras línguas para se corresponder com líderes trabalhistas. Ele costumava dizer que havia aprendido os rudimentos da astronomia, da física, da geologiae da antropologia nos folhetos da Escola Moderna do catalão Francisco Ferrer. Até seus últimos dias foi um leitor obstinado